# Sucha Beskidzka
Sucha Beskidzka este un oraș în județul Sucha, Voievodatul Polonia Mică, cu o populație de 95.410 locuitori (2010) în sudul Poloniei.

## Locație
Sucha Beskidzka se află într-un bazin, între dealurile din Beskids (Beskid Makowski și Beskid Maly), pe râul Skawa. În 2002, Sucha avut o suprafață de 27,46 km2. Cu păduri ocupă 44%. Orașul este un nod feroviar, situat pe două linii - nr. 97 de la Skawina la Żywiec, și nr. 98 de la Sucha Beskidzka la Chabowka. Gara Sucha Beskidzka, împreună cu depoul a fost construit în anii 1880.
Până în 1964, orașul a fost numit Sucha. Adjectivul Beskidzka,  adăugat se referă la munții Beskid.

## Atracții turistice
De la începutul secolului al XX-lea Sucha Beskidzka a fost un centru turistic pentru munții Beskid (parte a Carpaților). Aici încep mai multe trasee turistice care duc în munți. Primul traseu a fost marcat în 1906. În oraș există exemple ale arhitecturii vechi: un castel renascentist (din secolul al XIV-lea), numit Micul Wawel după palatul regal din Cracovia (acum servește ca hotel cu restaurant), o biserică cu o mănăstire (din sec. al XVII-lea); și un han din lemn vechi, numit Rzym (Roma) (din secolul al XVIII-lea).

## Personalități din Sucha
- Billy Wilder - regizor și scriitor (de ex. Unora le place jazz-ul)
- Walery Goetel - geolog și palaeontolog cercetător al structurii munților Tatra.

## Orașe înfrățite cu Sucha
- Ungaria - Jászberény
- Italia - Ceriale
- Slovacia - Tvrdošín